# جيمس فرنسيس ثاديوس أوكونور
جيمس فرنسيس ثاديوس أوكونور (بالإنجليزية: James Francis Thaddeus O'Connor)‏ هو محامي وقاضي أمريكي، ولد في 10 نوفمبر 1886 في غراند فوركس في الولايات المتحدة، وتوفي في 28 سبتمبر 1949 في لوس أنجلوس في الولايات المتحدة.